# Pedro Barbosa (futebolista)
Pedro Alexandre Santos Barbosa (Gondomar, 6 de agosto de 1970), é um ex-futebolista português, hoje comentador de futebol da SportTV.

## Carreira
Pedro Barbosa, conhecido por "poeta do futebol", jogava como médio ofensivo e extremo direito e pertenceu aos quadros de formação do Clube Atlético de Rio Tinto e do Porto. Iniciou a sua carreira ao serviço do Vitória de Guimarães após 2 anos de rodagem no Freamunde.
As suas exibições no Vitória valeram-lhe uma transferência para o Sporting onde, durante muitos anos, envergou a braçadeira de capitão, num total de dez anos envergando o escudo do Leão ao peito.
O seu talento inegável por pouco não o levou a uma carreira de maiores voos internacionais, pecando apenas pela irregularidade das suas geniais exibições.
Barbosa conquistou dois campeonatos nacionais (1999/2000 e 2001/2002), uma Taça de Portugal (2001/2002) e duas Supertaças Cândido de Oliveira (1999/2000 e 2001/2002), tendo contribuído decisivamente para a espantosa caminhada europeia em 2005 que culminaria com uma derrota na final da Taça UEFA, numa época em que o derradeiro jogo se disputou no estádio Alvalade XXI, a 18 de Maio de 2005. Deixou o clube no final da época 2004/05, tecendo diversas críticas ao rumo técnico e directivo que este então tomava. Abandonou a carreira como jogador profissional de futebol a 11 de agosto de 2005, cinco dias após completar 35 anos, após 21 de prática desportiva como profissional do desporto, deixando em todos os amantes de futebol a saudade da sua classe.
Como jogador, Barbosa possuía um talento incomparável e muitas vezes foi considerado um génio. Dono de uma técnica invejável e de uma visão de jogo extraordinária, foi admirado por adeptos, treinadores e colegas de profissão, somente criticado pela sua falta de velocidade, o que lhe valeu a alcunha de "pastelão tecnicista". Numa das suas melhores exibições, frente ao Maccabi Haifa de Israel a contar para a Taça UEFA, a 14 de Setembro de 1995, fez um hat-trick na vitória do Sporting por 4-0.
É conhecido pela sua forte personalidade, em que se destaca a capacidade de liderança, caracter, convicções e forte sentido ético. Ao longo da sua carreira, e como capitão do Sporting Clube de Portugal, estas virtudes saltavam à vista. Aquando da sua triste e injusta saída do clube, com o contestado José Peseiro ao leme da equipa, estas voltaram a sobressair imaculadas.
Ficou conhecido também pelo pensar do jogo do Sporting. Um craque que fez justiça ao provérbio "devagar se vai ao longe", dai ter surgido a alcunha de Pedro Vagarosa.

## Carreira internacional
Pedro Barbosa foi internacional por 22 vezes marcando 5 golos, alguns de belo efeito. Estreou-se a 11 de Novembro de 1992, no jogo Portugal-Bulgária (2-1).
Participou no Euro 96, apesar da sua fraca utilização.
Em Julho de 2002, após decepcionante participação na Copa do Mundo na Coreia e Japão, onde apesar de se ter sagrado campeão nacional e vencedor da Taça de Portugal acabou por não ser utilizado em qualquer um dos 3 jogos disputados pelos 'Tugas', e depois disto, renunciou à participação nos trabalhos da selecção nacional Portuguesa.

## Comentador e Director Desportivo
Na época de 2005/2006, Pedro Barbosa aceitou o convite de comentador desportivo da estação televisiva Sport TV.
No dia 14 de Julho de 2006, Barbosa é apresentado como novo Director Desportivo do Sporting Clube de Portugal, regressando assim a Alvalade.
Jogadores negociados por Pedro Barbosa para o Sporting: 
- Fábio Rochemback
- Hélder Postiga
- Leandro Grimi
- Ricardo Batista
- Marco Caneira

Posteriormente, tornou-se comentador do programa Mais Futebol da TVI24.